# Risk&Co
 (mars 2022).
Risk&Co est une entreprise de services de sécurité et de défense, également présente dans les domaines du conseil en sûreté et de l'intelligence stratégique. Elle réalise un chiffre d'affaires d'environ 15 millions d'euros et compte une centaine de salariés en 2021. Après avoir placé la société en redressement, le tribunal de commerce de Nanterre a prononcé, vendredi 20 octobre 2023, le partage de la société Risk&Co entre trois sociétés : Chapsvision pour les activités cyber, GLI pour la sûreté-sécurité, et Scutum Security First pour la sécurité à l’international.

## Historique
En 1994 est fondé par Bruno Delamotte le cabinet BD Consultants. Ce cabinet est spécialisé dans l’analyse, le conseil et l’ingénierie dans les domaines de la sûreté-sécurité et de la gestion des risques physiques et cyber, pour accompagner les entreprises dans les pays à risque. 
En 2008, la marque Risk&Co naît de la fusion entre BD Consultants et Atlantic Intelligence, fondé par Philippe Legorjus.
En 2014, Risk&Co rachète Epsilon et la société de cybersécurité Secway.
En 2017, le fondateur et président de Risk&Co, Bruno Delamotte quitte l'entreprise, tout en restant associé minoritaire,. Il est remplacé par Nathalie Félines. 
En 2018, le fonds d’investissement français Latour Capital réfléchit à vendre Risk&Co en raison d'une baisse de sa rentabilité, en raison d’un trop fort niveau d’endettement,.
En 2019, Risk&Co passe sous le contrôle de LGT, le fonds de la Maison de Liechtenstein et Nathalie Félines conserve la présidence. Son action et son bilan permettent la fusion, en décembre 2019, avec la société Anticip qui prend une participation majoritaire dans  l'entreprise soutenue par le fonds Batipart ,. Cette dernière société a été fondée en 2008 et est spécialisé dans la formation, l’information, l’alerte et l’accompagnement. Le President de l'entreprise fusionnée devient alors Richard Terzan, auparavant cofondateur d'Anticip.
En juillet 2021, en raison de tensions internes, le cofondateur d'Anticip, Cyrille Peguilhan de Sartoux, Directeur Géneral , quitte l'entreprise. Après son départ et la revente d'une part de ses titres, les actionnaires de référence de la société sont Batipart International, LGT et Richard Terzan. En raison de ses mauvais résultats et de l’échec de sa stratégie ce dernier est écarté au profit d’un manager de transition en 2023.

## Implantation
Le siège de Risk&Co se situe à Levallois-Perret, à proximité de Paris. Le siège s’appuie également sur deux bureaux régionaux à Lyon et Rennes.

## Activités
Risk&Co opère cinq lignes de service : 
- La sûreté des voyageurs,
- L'intelligence stratégique et économique,
- La protection et accompagnement de projets à l’international,
- L'ingénierie sûreté-sécurité[3]
- La cybersécurité.

En 2021, l'activité de la protection physique représente la moitié de l'activité de Risk&Co, présente notamment au Moyen-Orient (Irak) et en Afrique (Sénégal, Nigeria, Afrique du Sud, tandis que l'autre moitié se concentre dans le domaine de l'ingénierie et de la cybersécurité.
Risk&Co a été membre du GICAT et du groupement de PME françaises ACARO depuis 2018.

## Clients
Risk&Co s'occupe de la protection des employés et des structures de grands groupes, notamment au bénéfice d'Orano, de Total, de Thales, ainsi que de certains dispositifs des ministères des Armées et de l'Intérieur.
Risk&Co s'occupe aussi de la sécurisation de lieux touristiques et culturels, dont le Musée du Louvre, le Musée d’Orsay, l’Opéra Garnier et le château de Versailles, ainsi que de celle du chantier de restauration de la cathédrale Notre-Dame de Paris.